# Brienon-sur-Armançon
Cet article possède un paronyme, voir Brinon.
Pour les articles homonymes, voir Armançon (homonymie).
Brienon-sur-Armançon est une commune française située dans le département de l'Yonne, en région Bourgogne-Franche-Comté.
Ses habitants sont appelés les Brienonnais.

## Géographie
La ville est située au confluent du Créanton et de l'Armançon. Elle est également traversée par le canal de Bourgogne.

### Climat
Pour des articles plus généraux, voir Climat de la Bourgogne-Franche-Comté et Climat de l'Yonne.
En 2010, le climat de la commune est de type climat océanique dégradé des plaines du Centre et du Nord, selon une étude du Centre national de la recherche scientifique s'appuyant sur une série de données couvrant la période 1971-2000. En 2020, Météo-France publie une typologie des climats de la France métropolitaine dans laquelle la commune est exposée à un climat océanique altéré et est dans la région climatique  Lorraine, plateau de Langres, Morvan, caractérisée par un hiver rude (1,5 °C), des vents modérés et des brouillards fréquents en automne et hiver. 
Pour la période 1971-2000, la température annuelle moyenne est de 10,8 °C, avec une amplitude thermique annuelle de 15,7 °C. Le cumul annuel moyen de précipitations est de 698 mm, avec 11,2 jours de précipitations en janvier et 7,7 jours en juillet. Pour la période 1991-2020, la température moyenne annuelle observée sur la station météorologique de Météo-France la plus proche, « Ligny-le-Châtel », sur la commune de Ligny-le-Châtel à 15 km à vol d'oiseau, est de 11,5 °C et le cumul annuel moyen de précipitations est de 772,9 mm. 
La température maximale relevée sur cette station est de 40,7 °C, atteinte le 7 août 2003 ; la température minimale est de −22 °C, atteinte le 16 janvier 1985,,. 
Les paramètres climatiques de la commune ont été estimés pour le milieu du siècle (2041-2070) selon différents scénarios d'émission de gaz à effet de serre à partir des nouvelles projections climatiques de référence DRIAS-2020. Ils sont consultables sur un site dédié publié par Météo-France en novembre 2022.

## Urbanisme

### Typologie
Au 1er janvier 2024, Brienon-sur-Armançon est catégorisée bourg rural, selon la nouvelle grille communale de densité à sept niveaux définie par l'Insee en 2022.
Elle appartient à l'unité urbaine de Brienon-sur-Armançon, une unité urbaine monocommunale constituant une ville isolée,. La commune est en outre hors attraction des villes,.

### Occupation des sols
L'occupation des sols de la commune, telle qu'elle ressort de la base de données européenne d’occupation biophysique des sols Corine Land Cover (CLC), est marquée par l'importance des territoires agricoles (87,9 % en 2018), en diminution par rapport à 1990 (88,8 %). La répartition détaillée en 2018 est la suivante : 
terres arables (72,9 %), zones agricoles hétérogènes (15 %), zones urbanisées (5,8 %), forêts (5,2 %), zones industrielles ou commerciales et réseaux de communication (1 %). L'évolution de l’occupation des sols de la commune et de ses infrastructures peut être observée sur les différentes représentations cartographiques du territoire : la carte de Cassini (XVIIIe siècle), la carte d'état-major (1820-1866) et les cartes ou photos aériennes de l'IGN pour la période actuelle (1950 à aujourd'hui).

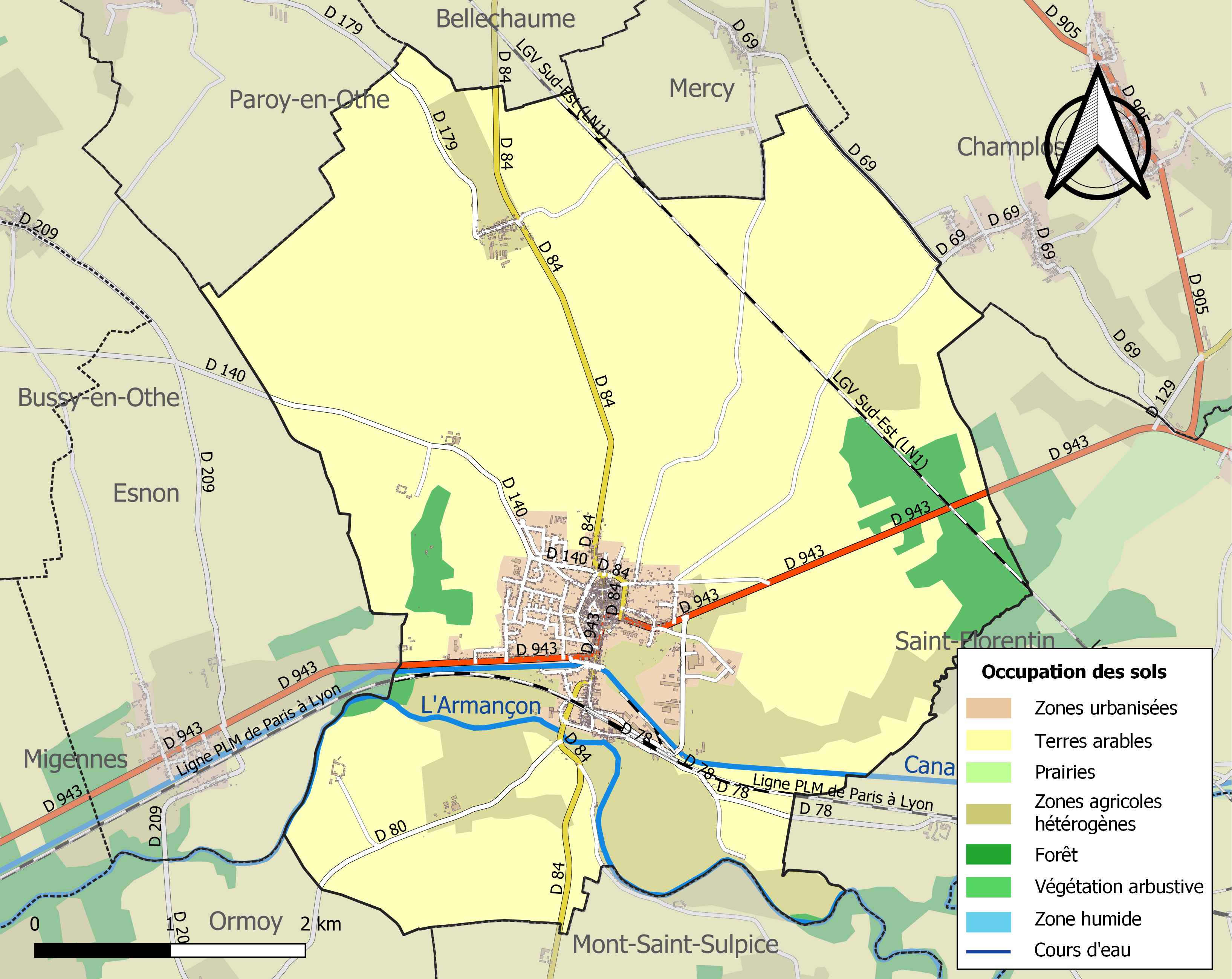
Carte des infrastructures et de l'occupation des sols de la commune en 2018 (CLC).

## Toponymie
Brienon, Briennom, Briennium, Brienna, Bridon. Les Gaulois mettaient l'accent tonique sur la dernière voyelle -o- du premier élément : les finales en -ômagos se sont donc transformées en -ômos pour finalement être réduites au simple son -on, -an ou -en.
Du mot gaulois briennos (« corbeau »), accompagné du mot gaulois magos. Le mot gaulois magos a d'abord désigné un simple champ, puis un champ de foire, un marché et enfin le village ou la ville qui se développe autour de ce marché.
Avant la Révolution française, la commune portait le nom de Brienon-l'Archevêque ou de Brienon, car la baronnie était la propriété de l’archevêque de Sens, saint Loup, qui y mourut vers l'an 621. Le grand domaine de Brienon dont il hérite, devient à sa mort la propriété de l'évêché de Sens.
Durant la Révolution, elle est renommée Brienon-d'Armançon puis Brienon-sur-Armançon ; la commune conserve ce dernier par la suite.

## Histoire

### Moyen Âge
Peu d'éléments émergent avant 1300. Un chemin mène à Auxerre. Brienon semble relever du comté de Joigny, mais forme avec Bellechaume et Bligny un ensemble possédé par les archevêques de Sens qui eux, vivent dans le domaine royal. Saint Loup, 19e archevêque de Sens et natif de Brienon qui appartient à ses parents, y fonde l'église Saint-Martin. Il meurt à Brienon le 1er septembre 633, ayant légué le domaine à l'évêché de Sens. L'église Saint-Martin récupère une relique de lui (son cœur), le reste de son corps étant à l'abbaye Sainte-Colombe de Sens.
Guillaume de Brosse (70e archevêque de Sens 1258-1267), qui se retire à Brienon après avoir démissionné de sa charge à cause des infirmités de son grand âge, y meurt en 1269.
En 1223, Gauthier le Cornu (67e archevêque de Sens 1221-1241) achète la forêt de Rajeuse voisine de Brienon ; il en affecte les 3/4 à l'évêché et le reste aux chanoines. Les prélats, outre des fermes céréalières, disposent donc de vastes cantons de la forêt d'Othe. Ces deux éléments feront entre autres la fortune de la bourgeoisie de Brienon à travers les siècles (les revenus de la forêt, l'exploitation du bois et son transport, la culture de la vigne, le tissage, le tannage...). Aux abords orientaux se trouvent le domaine du comte de Troyes : la ville de Saint-Florentin et les châteaux de ses vassaux situés à Venizy et Champlost. Sur l'autre rive de l'Armançon, les sires de Seignelay manifestent leur présence.
La ville est fortifiée durant la guerre de Cent Ans. Ces travaux sont une exception, car la politique officielle est de limiter le nombre de points fortifiés, mal défendus et refuges de troupes de pillards. Sans doute les archevêques de Sens, parfois véritables premiers ministres, ont-ils efficacement pesé sur la décision. L'habitat au bord de l'Armançon forme un faubourg. On jette par-dessus le bord du pont pour le tuer, un individu soupçonné d'être un écorcheur. Le Roi accorde son pardon.
Les chanoines de Brienon, acquièrent moyennant le paiement d'une rente viagère la cure de la paroisse de Brienon à la fin du XIVe siècle. Ils la desservent par un collègue collégié. La comptabilité du Chapitre tient un compte spécifique pour les mariages (clercs et lais, forains), et les sépultures (clercs, petits enfants) à partir de 1396. Il s'agit de ce fait du deuxième registre paroissial le plus ancien connu au monde, après celui de Givry au diocèse de Chalon. Malgré des lacunes, il cite 116 mariages et 351 sépultures jusqu'en 1446.
En 1431 et 1434, lors de la guerre de Cent Ans, les Bourguignons s'emparent de Brienon.

### Époque moderne
En 1536, le cardinal Louis de Bourbon-Vendôme, 92e évêque de Sens (1536-1557) transforme en château « l'ostel » des archevêques à Brienon.
Au XVIe siècle, l'essentiel du foncier de la ville est la propriété du chapitre de la collégiale Saint-Loup de Brienon. Les canonicats sont investis par les rejetons de la bourgeoisie de Brienon et Saint-Florentin. L'archevêque dispose de trois agents sur place : le lieutenant (= juge), le procureur-fiscal (= parquet) et le receveur. Un concierge garde le château. En l'an 1500, la liste nominative de redevables de la rente sur les chefs d'hôtel cite 678 individus dont 42 veuves.
En 1593, le duc de Biron Charles de Gontaut-Biron prend Brienon à la Ligue.
Au début du XVIIe siècle, Brienon devient la tête de pont du fret fluvial sur l'Armançon, remplaçant apparemment Laroche (-Migennes) dans cette fonction. Il est probable que des mariniers venus de Châtel-Censoir et de cette contrée aient formé les professionnels locaux au flottage de bois (compagnons de rivière). Le port était habité par des mariniers qui fabriquaient des trains de bois et les conduisaient à Paris par l'Yonne - des bois qui provenaient  des forêts du Tonnerrois et de l'Auxois;  l'Armance et le Créanton recevaient ceux de la forêt d'Othe. Les bois d’œuvre ou merrains étaient déposés dans le « petit port » en aval du pont.
Au XVIIIe siècle, la ville de Brienon devient un très important centre de tissage de chanvre (jusqu'à cent tissiers). C'est sans doute la filasse produite lors du cardage du chanvre qui est responsable des graves incendies dont a été victime la ville. La manufacture de velours établie à Sens par l'archevêque dispose d'un atelier déconcentré à Brienon, confié à une demoiselle Ferrand.

### Révolution française
Au début de la Révolution, la ville est candidate au statut de chef-lieu de district, mais Saint-Florentin lui est préféré. Il s'ensuit des troubles, qui cessent avec l'installation de gendarmes au domicile des opposants.
Trois prêtres de la famille Hunot (dont des membres du chapitre de la collégiale) sont victimes des Pontons de Rochefort et déportés en Guyane. Ils ont été béatifiés. Les deux frères prêtres Pouillot se terrent durant toute la période. Ils étaient enseignants.
Les travaux du canal de Bourgogne sont arrêtés pendant la Révolution. La tête de navigation reste bloquée à Saint-Florentin tandis que le creusement est abandonné en amont de Tonnerre entre 1790 et 1795, pour reprendre en 1808.

### LeXIXesiècle
En 1812, on peut lire sur l'acte d'une donation : « Les bourgeois se cotisent et offrent une mairie à la ville ». En fait le bâtiment existe déjà, propriété de l'archevêque ; il héberge les chanoines.
Le 28 février 1814, des habitants favorisent l'évasion de prisonniers français escortés par des Autrichiens. Le capitaine Delattre ayant donné sa parole de ne pas s'évader est alors assassiné par des cosaques. Une rue de Brienon porte son nom.
La ville est à peine affectée par l'ouverture définitive du canal de Bourgogne (1832), peu avant l’arrivée du chemin de fer du PLM.
En 1821, les grands moulins de l’Armançon sont construits et alimentés par un marché aux blés créé en 1858 et abrité sous une halle dédiée en 1884. En 1873 un industriel fait construire une sucrerie, dotée d’une cheminée de 36 mètres. À la même époque, toutes les industries de la ville se développent. Les tanneries Jolly-Dalbanne sont modernisées et agrandies. Une usine à gaz de ville est aussi construite et alimente l’éclairage des rues. Après avoir appris leur métier à Brienon dans un atelier décentralisé de la manufacture de velours de Sens, les Hoppenot se rendent à Troyes puis à Lyon pour y fonder une grande dynastie industrielle du textile.
Plusieurs députés sont issus de la bourgeoisie locale, traduisant son dynamisme et son entregent (Fernel (suppléant), Ferrand, Verrolot). Vers 1900, le docteur Leclerc réalise un pansement adhésif, parmi les premiers dans le genre. Un club de lecture de journaux est créé pour partager les frais d'abonnement aux journaux parisiens.

Un théâtre est décidé par le conseil municipal en 1829 ; il accueille de nombreuses troupes jusqu'à la fin du XIXe.
En 1920, la sucrerie est modernisée, avec une nouvelle cheminée de 76 mètres,.
L'usine à gaz ferme en 1956, les tanneries en 1965, les grands moulins dans les années 1980.
Appartenant à la Société nouvelle des sucreries de Chalon-sur-Saône, la sucrerie ferme en 1995, entraînant le licenciement de 46 personnes,,.

## Économie
Aux XVIIe et XVIIIe siècles, une centaine de professionnels logés à Brienon (sans compter leur famille), fabriquent des toiles de chanvre. La paroisse est alors le plus gros centre de production de toile de ce qui sera ensuite le département de l'Yonne.
Comme toute ville de sa taille, Brienon a possédé un petit ensemble de tanneries (trois ou quatre au XVIIe siècle). La tannerie Jolly est la dernière du département à avoir fermé en 1965.

### Liste des maires

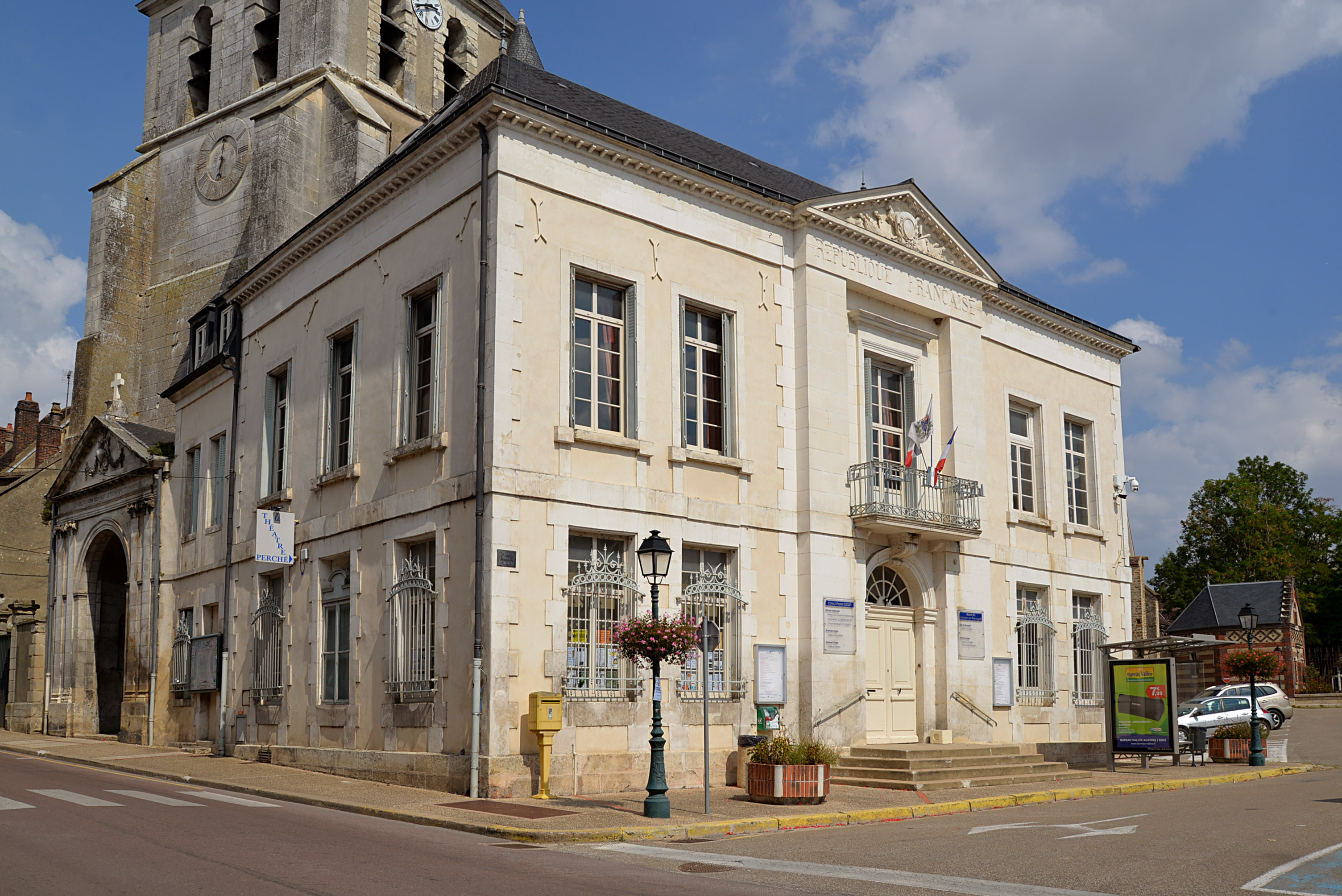
La mairie.

## Politique et administration

### Jumelages
- Konz (Allemagne).

## Démographie
La paroisse Saint-Martin de Brienon-l'Archevêque possède le deuxième plus ancien registre paroissial de France (1396), sous la forme d'un relevé annuel inclus dans la comptabilité (annuelle) du Chapitre canonial acquéreur des droits curiaux. L'enregistrement porte sur les mariages, les congés de mariages (pour les célébrations hors de Brienon), les décès de petits enfants et d'adultes (ces derniers étant eux-mêmes divisés en clercs et lais). Une première série portant sur la période allant de 1396 à 1452 (seize registres comptables) publiée en 2020 livre 116 mariages et 372 décès. La seconde série sera publiée en 2021.
L'évolution du nombre d'habitants est connue à travers les recensements de la population effectués dans la commune depuis 1793. Pour les communes de moins de 10 000 habitants, une enquête de recensement portant sur toute la population est réalisée tous les cinq ans, les populations de référence des années intermédiaires étant quant à elles estimées par interpolation ou extrapolation. Pour la commune, le premier recensement exhaustif entrant dans le cadre du nouveau dispositif a été réalisé en 2006.

En 2022, la commune comptait 3 060 habitants, en évolution de −3,1 % par rapport à 2016 (Yonne : −1,95 %, France hors Mayotte : +2,11 %).
| 1793  | 1800  | 1806  | 1821  | 1831  | 1836  | 1841  | 1846  | 1851  |
| ----- | ----- | ----- | ----- | ----- | ----- | ----- | ----- | ----- |
| 2 529 | 2 376 | 2 352 | 2 483 | 2 566 | 2 678 | 2 628 | 2 772 | 2 795 |

| 1856  | 1861  | 1866  | 1872  | 1876  | 1881  | 1886  | 1891  | 1896  |
| ----- | ----- | ----- | ----- | ----- | ----- | ----- | ----- | ----- |
| 2 561 | 2 604 | 2 658 | 2 519 | 2 707 | 2 688 | 2 626 | 2 541 | 2 595 |

| 1901  | 1906  | 1911  | 1921  | 1926  | 1931  | 1936  | 1946  | 1954  |
| ----- | ----- | ----- | ----- | ----- | ----- | ----- | ----- | ----- |
| 2 725 | 2 592 | 2 551 | 2 352 | 2 402 | 2 528 | 2 416 | 2 407 | 2 481 |

| 1962  | 1968  | 1975  | 1982  | 1990  | 1999  | 2006  | 2011  | 2016  |
| ----- | ----- | ----- | ----- | ----- | ----- | ----- | ----- | ----- |
| 2 710 | 2 730 | 3 169 | 3 154 | 3 088 | 3 234 | 3 177 | 3 139 | 3 158 |

| 2021  | 2022  | - | - | - | - | - | - | - |
| ----- | ----- | - | - | - | - | - | - | - |
| 3 110 | 3 060 | - | - | - | - | - | - | - |

## Culture locale et patrimoine

### Lieux et monuments

#### Collégiale Saint-Loup
L'église paroissiale est à l'origine dédiée à saint Martin. Une analyse radio-électrique du sol montre effectivement l'empreinte d'un bâtiment carré ancien au niveau de la table Vatican 2, à l'entrée du choeur. La cure est vendue par le dernier curé titulaire (nommé Jouffron) au Chapitre de Saint-Loup constitué à Brienon aux termes de négociations menées notamment à l'auberge à Pâques 1397. En conséquence, les chanoines s'installent dans l'église. Ils conduiront deux vagues d'extension : une vers l'occident, pour rejoindre la tour (convertie en clocher) du fort (dit aussi forteresse) datant de 1363, composée de plusieurs travées édifiées peu après 1533 ; et l'autre vers l'orient, formant un nouveau chevet, pouvant dater des années 1550 (dotée de plusieurs gigantesques atlantes). Ces travaux seront interrompus par les ponctions fiscales gigantesques des Valois sur le clergé français après le désastre de la bataille de Saint-Quentin et l'engagement des guerres civiles dites de Religion.
L'agrandissement de l'église a permis d'adjoindre deux chapelles Nord existant dès le XIVe siècle à l'édifice agrandi : les chapelles Beno et Notre-Dame. Une des chapelle a été généreusement enrichie d'une chasuble en soie par la reine de France Jeanne d'Evreux (+1371) veuve de Charles IV le Bel.
L'église a disposé d'une horloge à la fin du XIVe siècle. De ce fait, elle est un des 120 premiers monuments à en disposer en Europe. Un prêtre était chargé de son fonctionnement.
La collégiale Saint-Loup est construite du XVIe au XVIIIe siècle, sur les ruines d'une église qui avait subi deux incendies en 1375 et 1432. Le chœur est Renaissance, les bas-côtés sont gothiques ; le porche et le clocher sont classiques ; un jubé est fait de somptueuses grilles en fer forgé.
Plusieurs objets sont classées depuis 1992 : 
- les statues  en pierre de saint Sébastien du XVIe siècle et de saint Vincent du XVIIe siècle ;
- les statues en bois du saint Évêque bénissant du XVIIIe siècle, du Saint évêque au bélier du XVIIe siècle, de saint Jean-Baptiste du XVIIe siècle ;
- les tableaux Le Martyre de sainte Catherine du XVIIIe siècle, L'Adoration des Mages du XVIIIe siècle.

L'église garde les reliques de saint Loup, archevêque de Sens et propriétaire d'un domaine à Brienon au VIIe siècle. Avant la Révolution, Brienon-sur-Armançon s'appelait Brienon-l'Archevêque. Elle est classée au monument historique depuis le 18 septembre 1907.

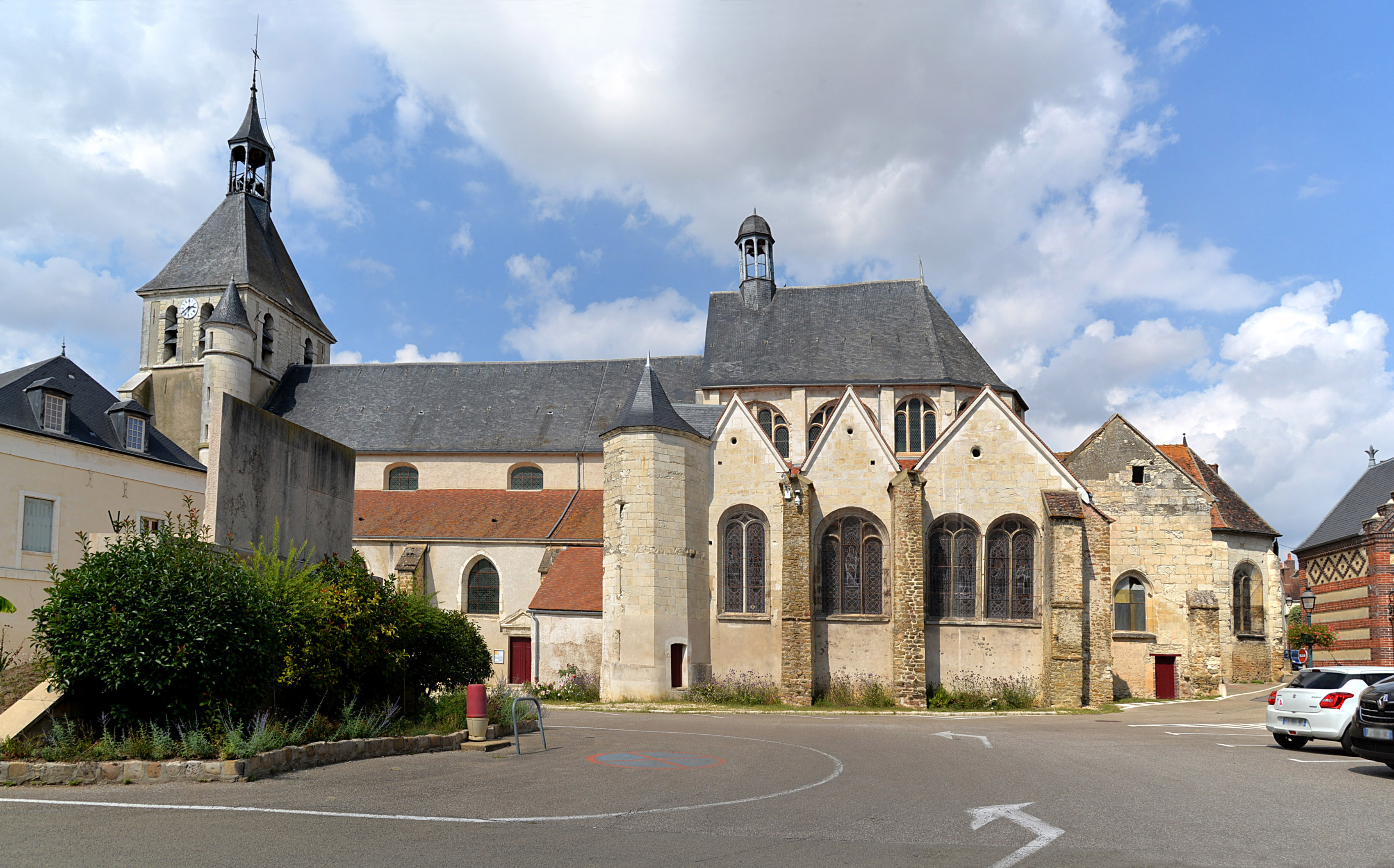
La collégiale Saint-Loup. Vue sud.
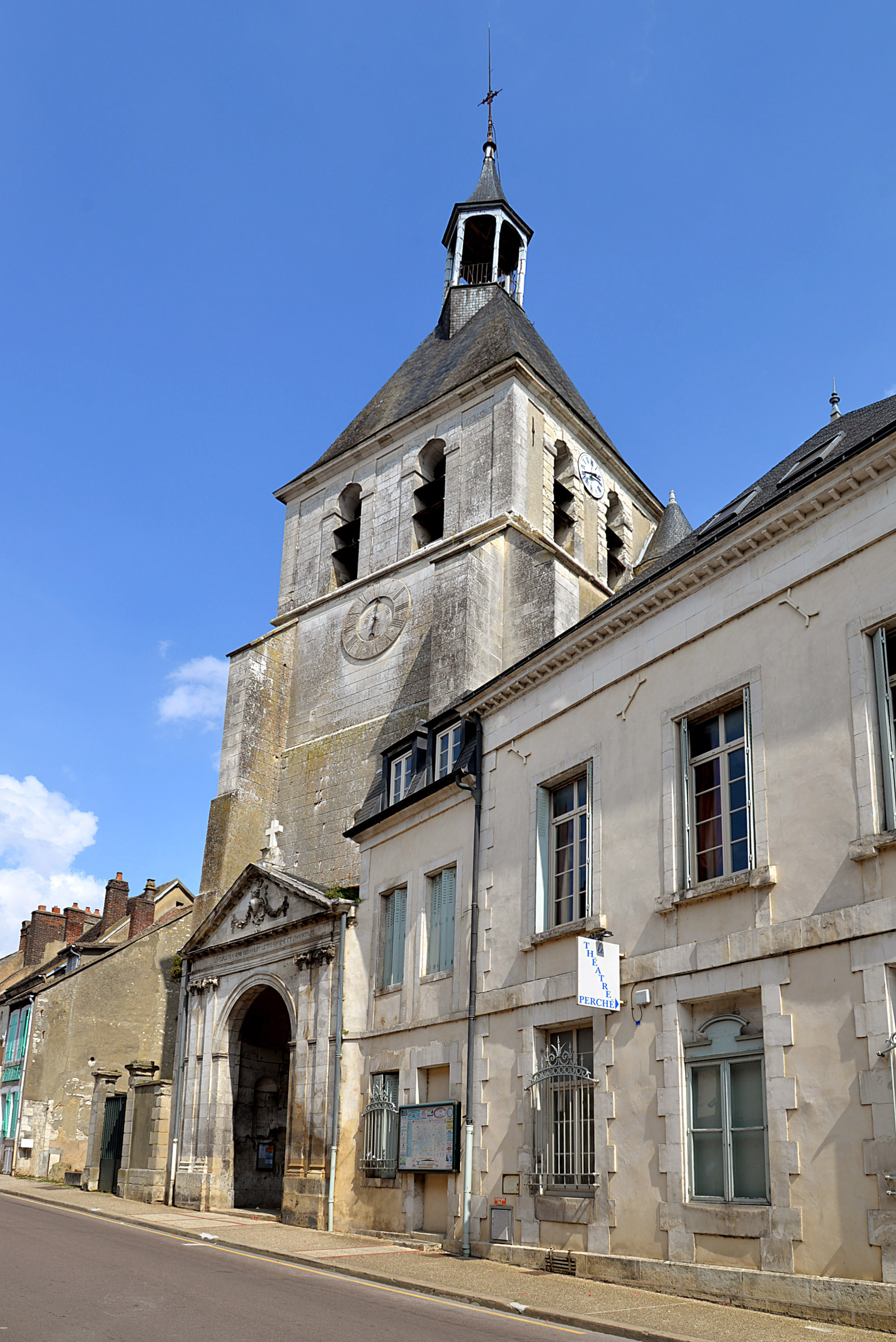
La collégiale Saint-Loup. Vue occidentale.

#### Château de l'Armançon
Son origine reste bien vague (voir les documents écrits par la Shcb)[réf. souhaitée]. On trouve mention de l'ostel, propriété de l'archevêque. Dans la seconde phase de la guerre de Cent Ans, on cite enfin un château. Le corps principal, orienté est-ouest, se termine en retour au levant par un « pavillon » (logement noble) lui-même prolongé par un jeu de paume. Une galerie en étage lui offrait une vue sur les prés. Avant d'accéder à la cour du château, on trouvait, dans le prolongement du corps principal, de vastes bâtiments utilitaires (grange, etc). Ce château fut restauré à la fin des guerres civiles dites de religion, sans doute en raison des dégradations de l'amiral de Biron (1594). Saisi comme bien national, le château est vendu à un bourgeois local, le sieur Ferrand. La famille  Verrolot (père, fils, maire, député) le possédera ; d'autres propriétaires suivent mais c'est la famille Normand qui le transformera à partir de 1869 - dont la belle grille, marquée d'abord du chiffre N. Il a été le siège des Petits Chanteurs à la Croix de Bois de 2011 à 2014. Une maison de retraite diocésaine a été construite dans le parc. Depuis 2016, l'association loi de 1901 à but non lucratif Animation Vacances Loisirs, qui organise des séjours de vacances pour enfants et adolescents âgés de 6 à 17 ans en France et à l'étranger et des formations BAFA a racheté le château et l'a renommé "Le Château de l'Armançon". Une salle aurait été détectée sous le château par l'abbée Javelot dans les années 2000.
Depuis 2016, l'association loi de 1901 à but non lucratif Animation Vacances Loisirs, qui organise des séjours de vacances pour enfants et adolescents âgés de 6 à 17 ans en France et à l'étranger et des formations BAFA a racheté le château et l'a renommé “Le Château de l'Armançon". 

#### Lavoir
Le grand lavoir construit en 1762 est un des rares lavoirs de l'Yonne construits avant 1789. Il possède une charpente remarquable. Son impluvium ovale et ses formes équilibrées en font un monument admiré. La source qui l'alimente est l'une des douze sources locales, identifiées. Il est classé monument historique depuis le 4 novembre 1982.

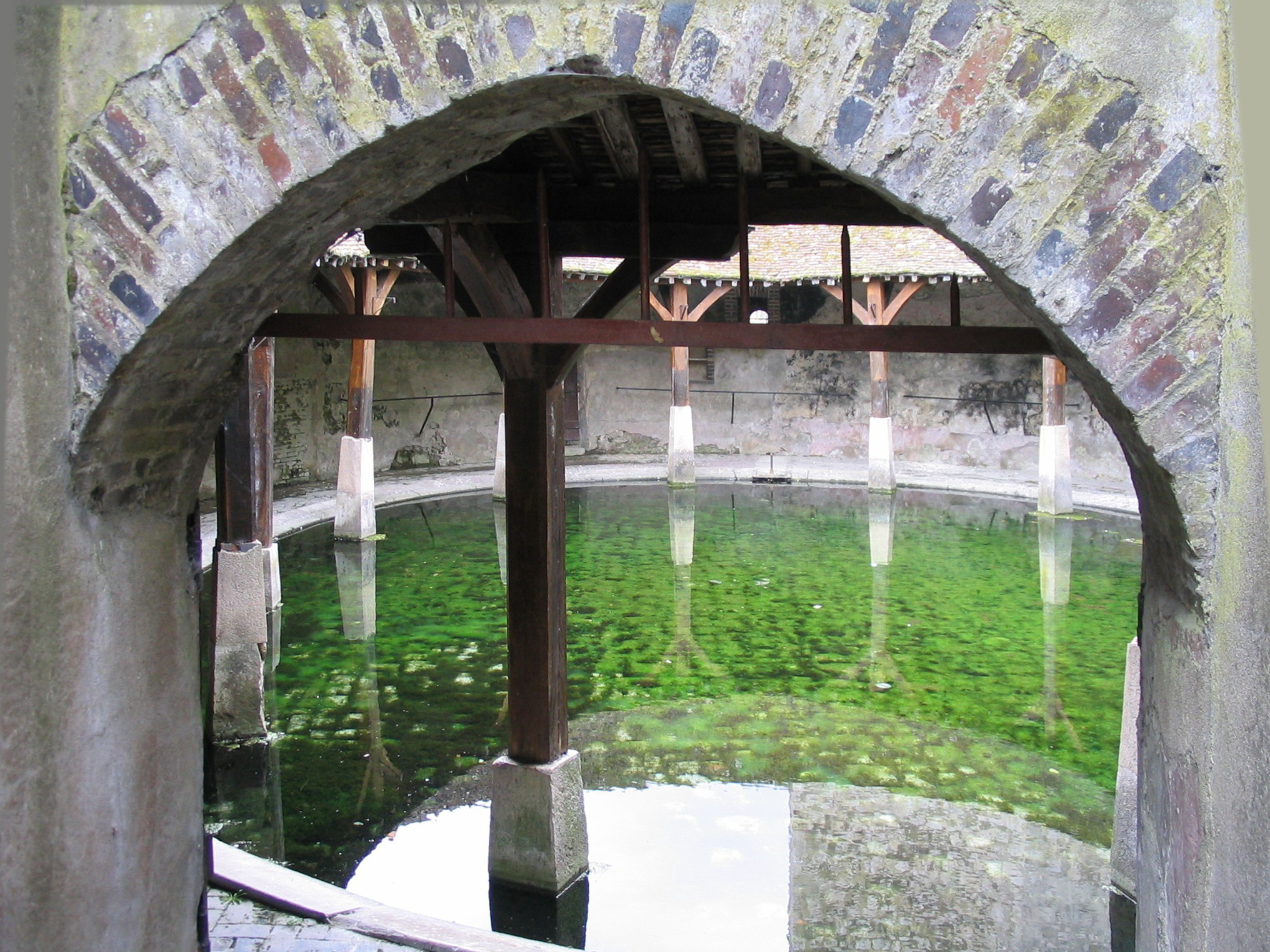
Le lavoir du XVIIIe siècle.
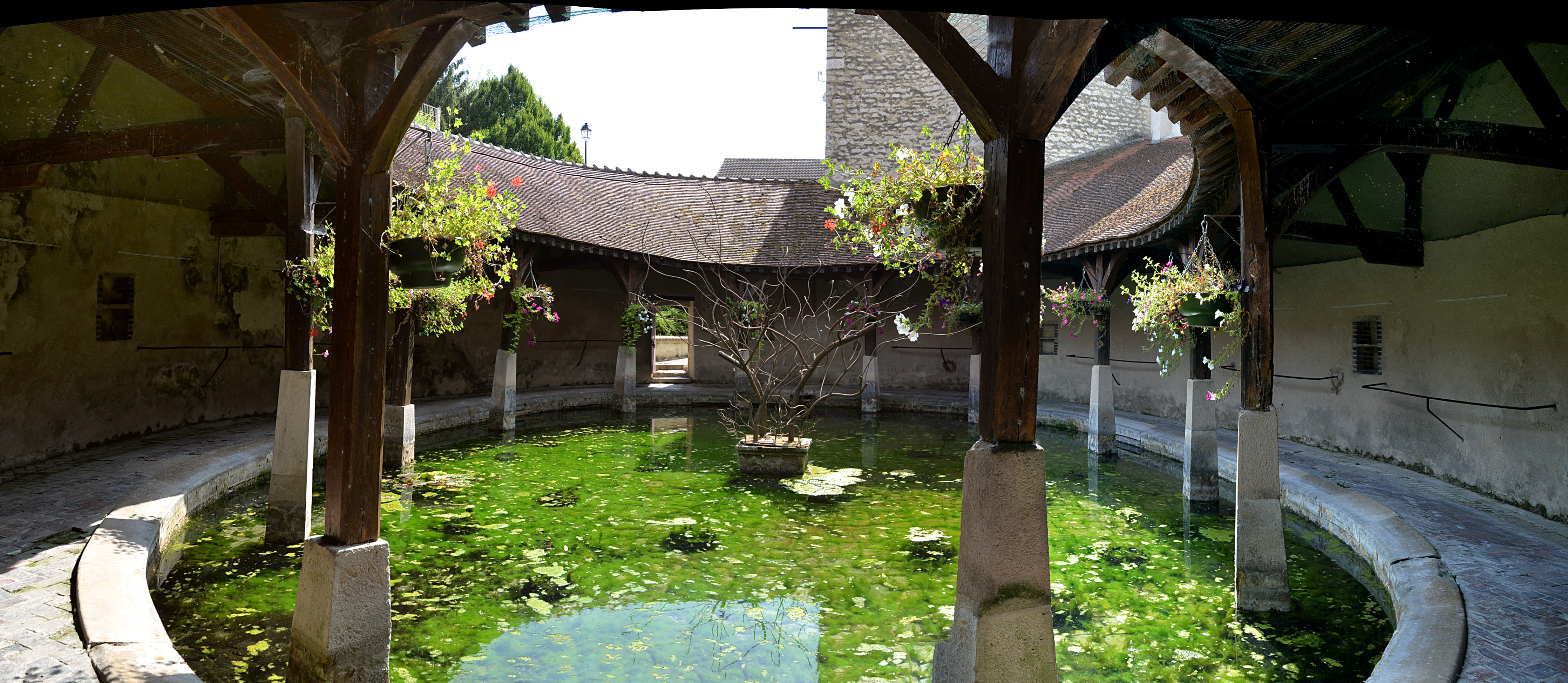
Le grand lavoir de la Poterne.

#### Théâtre
Situé dans les comble de l'hôtel de ville construit en 1812, il est fermé en 1916. Restauré et inauguré fin mars 2009 dans l'espace Pierre-Louki, le Théâtre perché est lauréat du Prix régional du Patrimoine 2009. Il est unique par sa situation et ses décors symboliques. Plafond et toile peinte de la galerie attendent vos interprétations : La peinture centrale semble représenter une initiation, le passage du savoir. Les spectacles sont programmés par l'association du Théâtre perché ; les réservations peuvent s'effectuer à la Maison du tourisme en Brienonnais[passage promotionnel].

#### Marché couvert
La municipalité projette d'agrandir la place Émile-Drominy, et envisage pour cela la destruction de la halle de marché couvert, un des principaux édifices du patrimoine de la ville. Ce bâtiment a fait l'objet d'une rénovation en 2000-2001, à l'exception de la toiture qui n'a pas été restaurée par la nouvelle municipalité, laissant le bâtiment se dégrader depuis, ce qui justifierait sa démolition controversée. 4 travées sur les 5 que comptait l'édifice ont été détruites d'octobre et décembre 2014.

#### Écoles
La ville possède une école maternelle, une école primaire et un collège publics, ainsi qu’un groupe scolaire privé de la maternelle au CM2. En 2014, une crèche est construite à proximité de l'école élémentaire.

### Personnalités liées à la commune
- Loup de Sens, né à Orléans, il mourut dans sa propriété de Brienon vers 621. Neveu des évêques d'Auxerre et d'Orléans, il est peut être un parent du duc de Champagne Lupus (Loup) (cité de 571 à 581, assassiné avant 584) et par lui, apparenté à saint Remy de Reims (533).
- Les chanoines Hunot (deux frères Jean et Sébastien-Loup, et leur cousin François), tous chanoines de Brienon. Morts de famine sur les Pontons de Rochefort en octobre et novembre 1794 (sous le Directoire). Tous trois béatifiés en octobre 2015.
- Paul Bézine (1861-1928), avocat, fondateur de la Jeunesse royaliste, chef du bureau politique du duc d'Orléans, prétendant royaliste au trône de France est né dans la commune.
- Émile Moreau (1852-1922), auteur dramatique, y naquit et y est inhumé.
- Jean-Baptiste Jollois (1776-1842), ingénieur français issu de la première promotion de l'École polytechnique. Il participa à l'expédition d'Égypte avec Bonaparte de 1798 à 1802. Il exécuta de nombreux dessins de monuments (plus de 100) qui figurent dans la Description de l'Égypte ; il fut secrétaire de la commission chargée de sa publication. Il mena de nombreuses fouilles archéologiques dans les Vosges et dans le Loiret. Il termina sa carrière comme directeur des Ponts et Chaussées de la Seine et président de la Société royale des antiquités de France.
- Pierre Louki (1920-2006), né à Brienon, où il est enterré ; ses grands-parents paternels et maternels étaient Brienonnais. Son grand-père Gustave Varenne était instituteur ; il siégea 11 ans au conseil municipal dont 6 comme maire. Louki a été un poète grand ami de Georges Brassens, un parolier interprété par les plus grands noms de la chanson. Il avait souhaité travailler surtout pour le théâtre – il était très fier d'avoir été reconnu par Roger Blin – mais c'est La Môme aux boutons qui l'a rendu célèbre. En février 2009 le conseil municipal de la ville décide de baptiser le nouvel espace culturel du nom de Pierre Louki.
- En septembre 2011, les Petits Chanteurs à la croix de bois s'installent à Brienon dans le château Saint-Loup[42].

## Environnement
La commune inclut deux ZNIEFF :
- la ZNIEFF du coteau de la vallée d'Ervaux[43] a une surface de 38 ha, répartis sur les communes de Cézy, Champlay, Joigny et Saint-Aubin-sur-Yonne. Son habitat déterminant est les landes, fruticées, pelouses, prairies ; on y trouve aussi des bois ;
- la ZNIEFF de la forêt d'Othe et ses abords[44], qui englobe 29 398 ha répartis sur 21 communes[45]. Le milieu déterminant est la forêt ; on y trouve aussi eaux douces stagnantes, landes, fruticées, pelouses et prairies.